# Paul Häggström
Paul Robert Häggström, född 19 september 1888 i Nederkalix församling, Norrbottens län, död 24 maj 1934, var en svensk läkare.
Häggström blev medicine kandidat vid Uppsala universitet 1912, medicine licentiat 1917, medicine doktor 1918, docent i obstetrik och gynekologi 1922, i kirurgi 1927, var underkirurg i Uppsala 1922 och 1924–27 och blev lasarettsläkare vid Löwenströmska lasarettet 1928. Han utgav arbeten i histologi, obstetrik och gynekologi samt kirurgi.